# Їм часто сниться капіж
Їм часто сниться капіж (англ. They Often See Dreams About the Spring) — музичний альбом 2018 року гурту Drudkh.
Тексти диску складені з лірики Богдан-Ігор Антонич «До холодних зір», (1936), «За зорею, що стрілою сяє…», (1933), Майк Гервасійович Йогансен «Я знаю: я загину», (1920), Василь Бобинський «Вечірня мелодія», (1917), Павло Филипович «Білявий день втомився і притих…», (1922).Орнаментацією займалися дизайнер Sir Gorgoroth та ілюстратор Едуард Новіков.

## Список композицій
| #     | Назва                               | Тривалість |
| ----- | ----------------------------------- | ---------- |
| 1.    | «Накрита Неба Бурим Дахом...»       | 9:53       |
| 2.    | «У Дахів Іржавім Колоссю...»        | 8:43       |
| 3.    | «Вечірній Смерк Окутує Кімнати...»  | 9:29       |
| 4.    | «За Зорею Що Стрілою Сяє»           | 6:45       |
| 5.    | «Білявий День Втомився І Притих...» | 8:40       |
| 43:30 |                                     |            |